# Stig Olsen
Stig Olsen (født 29. september 1983 i Struer) er en dansk tidligere fodboldmålmand for FC Fredericia i 1. division 2008-2011 hvor han spillede 42 kampe, men han spillede ikke den sidste sæson pga. en knæskade. Inden Stig Olsen kom til Fredericia, spillede han bl.a. for Vejle Boldklub og Århus Fremad. Han har spillet otte ungdomslandskampe; 2 U16, 1 U17, 2 U19 og 3 U20.